# پاتریک ژاکمت
پاتریک ژاکمت (انگلیسی: Patrick Jacquemet؛ زادهٔ ۱۰ نوامبر ۱۹۶۵) بازیکن فوتبال اهل فرانسه است.
از باشگاه‌هایی که در آن بازی کرده‌است می‌توان به اشاره کرد.
وی همچنین در تیم ملی فوتبال تاهیتی بازی کرده‌است.
وی در مسابقات کشوری و بین‌المللی در مجموع برندهٔ ۱ مدال برنز شده‌است.